# Kalisumur
Kalisumur is een bestuurslaag in het regentschap Brebes van de provincie Midden-Java, Indonesië. Kalisumur telt 1907 inwoners (volkstelling 2010).